# Ilex ericoides
Espèce
Statut de conservation UICN

 VU D2 : Vulnérable
Ilex ericoides est une espèce de plantes de la famille des Aquifoliaceae.

## Publication originale
- Nova Acta Academiae Caesareae Leopoldino-Carolinae Germanicae Naturae Curiosorum 1: 176. 1901.